# Noc i miasto (film)
Noc i miasto (ang. Night and the City) – amerykański film gatunku noir z 1950 roku w reżyserii Julesa Dassina. Adaptacja powieści Geralda Kersha pod tym samym tytułem.

## Opis fabuły
Harry Fabian – drobny lecz ambitny londyński oszust, podczas jednego ze swoich typowych "przekrętów" na meczu walk zapaśniczych, poznaje przez przypadek słynnego zawodnika i weterana walk  "Gregoriusa" – ojca Kristo, gangstera, który kontroluje wszystkie walki wolnych zapasów w mieście. Jest świadkiem ich sprzeczki co do formuły rozgrywania walk. Szybko orientując się, że stary "Gregorius" pragnie powrotu do walk w ich klasycznym stylu, przedstawia się mu jako sponsor, który mógł by taką walkę zorganizować. Poczciwy "Gregorius" "łyka haczyk" i Harry zyskuje sobie jego przychylność. Aby jednak wejść w ten biznes Fabian potrzebuje 400 funtów, których nie ma. Zwraca się więc z prośbą o pożyczkę do znajomego właściciela klubu nocnego – Nosserossa. Ten nie wierząc w zdolności Fabiana do robienia większych interesów zdecydowany jest pożyczyć mu połowę sumy o ile ten zdobędzie drugą połowę. Bezwzględny Fabian za pomocą kolejnego oszustwa wyciąga 200 funtów od Helen – żony Nosserossa. Posiadając potrzebną sumę oraz życzliwość i zaufanie "Gregoriusa" Harry otwiera ośrodek treningowy i wchodzi w biznes jako nowy promotor walk zapaśniczych. Odbywa się to za wymuszoną zgodą Kristo, który nie chce się przeciwstawiać ojcu. Kristo stawia jednak warunek – walki będą uczciwe. "Gregorius" zostaje w ośrodku Fabiana szkoleniowcem, a jego młody podopieczny Nikolas głównym zawodnikiem. "Gregorius" jest przekonany, że Fabianowi chodzi jedynie o promowanie sportu zapaśniczego. Jednak perfidnemu oszustowi chodzi wyłącznie o pieniądze. Postanawia bez wiedzy "Gregoriusa" ustawić walkę młodego i niedoświadczonego Nikolasa z doświadczonym zawodnikiem "Dusicielem". Aby ją zorganizować ponownie potrzebuje pieniędzy, których nie ma. Okrada więc swoją dziewczynę Mary. Niedługo potem w sali treningowej zjawia się napuszczony przez Fabiana pijany "Dusiciel", który prowokuje do walki Nikolasa. "Dusiciel" bez trudu pokonuje niedoświadczonego młokosa. Wtedy na ring wychodzi "Gregorius". Dochodzi do "starcia tytanów" – walki dwóch doświadczonych zapaśników – które wygrywa "Gregorius". Jednak trud walki do tego stopnia nadwyręża starego siłacza, że wkrótce umiera. Odbywa się to na rękach jego syna Krista, który przybywa na miejsce zaalarmowany tym co się dzieje przez swoich ludzi. Wściekły i zrozpaczony Kristo wydaje wyrok na Fabiana (który w tym czasie, przerośnięty sytuacją, zdołał już uciec) – 1000 funtów nagrody za jego głowę. Wieść o nagrodzie za Fabiana szybko rozchodzi się w przestępczym światku Londynu. Ścigany i zaszczuty Fabian nie ma gdzie się schronić. W końcu trafia do starej znajomej Anny – właścicielki wypożyczalni łodzi przy moście Hammersmith nad Tamizą. Tam odnajduje go również jego dziewczyna Mary, która go kocha i chce mu pomóc nie bacząc, że Fabian ją okradł. Osaczony oszust rozumie jednak, że nie ma już dla niego ratunku – w pobliżu są ludzie Kristo, którzy wiedzą gdzie jest. W poczuciu winy i skruchy wobec Mary, Fabian proponuje jej aby wyszła i wydała go ludziom Kristo zyskując nagrodę. Kiedy ta odmawia i zrozpaczona odchodzi, Fabian wybiega z kryjówki wprost na ludzi Kristo, wyzywając Mary od zdrajców i judaszów w nadziei, że Kristo wypłaci Mary nagrodę. Nieoczekiwanie wpada w ręce "Dusiciela", który również go ściga, pragnąc przed Kristo zmyć z siebie piętno zabójcy jego ojca. "Dusiciel" zabija Fabiana śmiertelnym uściskiem, a jego ciało wrzuca do Tamizy.    

## Obsada aktorska
- Richard Widmark (Harry Fabian)
- Gene Tierney (Mary)
- Googie Withers (Helen Nosseross)
- Hugh Marlowe (Adam Dunne)
- Francis L. Sullivan (Phil Nosseross)
- Herbert Lom (Kristo)
- Stanislaus Zbyszko ("Gregorius")
- Mike Mazurki ("Dusiciel")
- Ada Reeve (Molly)
- Charles Farrell (Mickey Beer)
- Ken Richmond (Nikolas)
- Edward Chapman (Hoskins)

i inni. 

## O filmie
Noc i miasto był ostatnim amerykańskim filmem Dassina i pierwszym zrealizowanym poza granicami Stanów Zjednoczonych. Oskarżony o działalność antyamerykańską i powołany przed oblicze Komisji ds. Badania Działalności Antyamerykańskiej, reżyser opuścił Hollywood i realizował odtąd filmy w różnych krajach Europy i świata. 
Film uważany za klasyczny obraz nurtu noir. Po filmach Brutalna siła (1947), Nagie miasto (1948) i Złodziejski trakt (1949), obraz ten zamykał amerykańską tetralogię Dassina w tym gatunku.

### Odbiór i krytyka
W samych Stanach film, ze względu na osobę reżysera oskarżonego o działalność antyamerykańską, nie uzyskał zbyt przychylnych recenzji. Być może również okoliczność ta zadecydowała o tym, że film nie "otarł się" nawet o żadne nagrody. Ponownie został doceniony dopiero w latach 60., kiedy minęła epoka makkartyzmu, a filmy noir zaczęły być popularnym gatunkiem. Przychylne recenzje krytyków film otrzymuje do dzisiaj. W rankingu popularnego filmowego serwisu internetowego Rotten Tomatoes obraz posiada obecnie (2019) wysoką, 79-procentową, pozytywną ocenę "czerwonych pomidorów". 
Noc i miasto na ekrany kin europejskich weszedł w 1950 obok dwóch innych klasyków tego gatunku – Paniki na ulicach Elii Kazana  i Asfaltowej dżungli Johna Hustona. Wszystkie trzy obrazy wzbudziły niebywałą sensację. Krytyka wskazywała na ich wspólne cechy, tj.: naturalną scenerię (Nowy Orlean w filmie Kazana, Londyn u Dassina oraz Cincinnati i Lexington u Hustona) oraz motyw drobiazgowo ukazanej ucieczki człowieka ściganego. Chwalono montaż i reżyserię.
W Polsce film miał swoją premierę dopiero w 1966 – kilkanaście lat po premierze światowej. Prezentowany był w sieci DKF-ów. 
"Noc i miasto łączy realistyczne ujęcie tematu i zawartą w nim krytykę społeczną z oscylującym w kierunku romantyzmu sposobem traktowania bohatera. Portret mitomana-wykolejeńca służy przedstawieniu sytuacji człowieka zdradzonego przez wszystkich" – pisała Alicja Helman.  
Na szczególne uznanie krytyki zasłużył odtwórca głównej roli – Richard Widmark. Jego rola Harry'ego Fabiana uznawana jest za najciekawszą w jego karierze. Sam aktor, od którego rola wymagała między innymi dużej sprawności fizycznej, uznał ją po latach za najtrudniejszą w swojej karierze.  

### Plenery
Na oddzielną uwagę zasługują plenery filmu, które powstały w Londynie. W filmie bez trudu można rozpoznać tak znane miejsca jak Trafalgar Square, Pałac Westminsterski, Piccadilly Circus, Katedrę św. Pawła, Tower Bridge, most Hammersmith, Westminster Bridge, Shot Tower oraz dzielnice i ulice miasta – Covent Garden, Soho, South Bank, Docklands, Goodwins Court, St. Martin’s Lane, Victoria Embankment. Niektóre sceny filmu były kręcone w gruzowiskach bombardowanego podczas wojny miasta. Zdjęcia studyjne powstały w Shepperton Studios w pod Londynem.

### Remake
Na początku lat 90. Martin Scorsese, jako wielki miłośnik filmu, przymierzał się do realizacji jego remake'u z Robertem De Niro w roli Fabiana. Film powstał w 1992 roku, jednak wytwórnia 20th Century Fox zdecydowała się powierzyć zadanie jego reżyserii Irwinowi Winklerowi. Winkler w napisach początkowych filmu zadedykował go Dassinowi. Film wszedł na ekrany kin w 1992 roku. Pomimo gwiazdorskiej obsady okazał się być finansową klapą (koszt jego produkcji zwrócił się zaledwie w jednej trzeciej) i otrzymał niezbyt przychylne recenzje krytyków, z kreacją samego de Niro włącznie. 